# Aziatische kampioenschappen schaatsen 2009
De Aziatische kampioenschappen schaatsen 2009 werden op 4 en 5 januari 2009 op de ijsbaan Tomakomai Highland Sport Center te Tomakomai, Hokkaido (Japan) gehouden.
Deze kampioenschappen bestonden uit een allround- en een afstandendeel. Het allrounddeel was de tiende editie van de Continentale kampioenschappen schaatsen voor Azië; tegelijkertijd vonden de Aziatische kampioenschappen schaatsen afstanden plaats. De 1500 meter en de lange afstanden werden maar eenmaal verreden en telden zowel als afstandskampioenschap als voor het allroundkampioenschap.
Vanaf de editie van 1999 was het aantal deelnemers aan het WK Allround door de ISU op 24 vastgesteld. De startplaatsen werden voortaan per continent verdeeld. Voor Europa werd het EK Allround tevens het kwalificatietoernooi voor het WK Allround. Voor Azië en Noord-Amerika & Oceanië worden er sinds 1999 speciaal kwalificatietoernooien voor georganiseerd door de ISU. In 2009 mochten er uit Azië maximaal twee mannen en vier vrouwen deelnemen aan het WK Allround.

## Mannentoernooi

### Allround
Er namen acht mannen aan deze editie deel. Drie uit Japan en Kazachstan en twee uit Zuid-Korea. China vaardigde deze editie geen deelnemers af. De Zuid-Koreaan Choi Kwun-won werd voor de tweede keer de winnaar van dit Continentaal kampioenschap. De twee WK startplaatsen, verdiend door Choi Kwun-won (Zuid-Korea) en Hiroki Hirako (Japan), werden ook door hen op het WK ingevuld.
| Rang   | Schaatser         | Land       | Punten  | 500m      | 5000m       | 1500m       | 10.000m      |
| ------ | ----------------- | ---------- | ------- | --------- | ----------- | ----------- | ------------ |
| Goud   | Choi Kwun-won     | Zuid-Korea | 159,861 | 37,98 (2) | 6.49,74 (1) | 1.53,85 (1) | 14.19,15 (2) |
| Zilver | Hiroki Hirako     | Japan      | 160,375 | 38,22 (3) | 6.49,98 (2) | 1.54,98 (2) | 14.16,63 (1) |
| Brons  | Dmitri Babenko    | Kazachstan | 162,745 | 39,02 (6) | 6.57,57 (3) | 1.55,96 (4) | 14.26,31 (3) |
| 4      | Teppei Mori       | Japan      | 163,993 | 39,02 (6) | 6.59,25 (4) | 1.57,82 (6) | 14.35,50 (4) |
| 5      | Shigeyuki Dejima  | Japan      | 167,679 | 38,53 (5) | 7.07,06 (5) | 2.00,27 (7) | 15.27,07 (6) |
| 6      | Maksim Sergijenko | Kazachstan | 171,922 | 41,30 (8) | 7.19,59 (7) | 2.04,10 (8) | 15.04,95 (5) |
| NC7    | Yeo Sang-yeop     | Zuid-Korea | 113,336 | 37,47 (1) | 7.13,53 (6) | 1.55,54 (3) | tzt          |
| NC8    | Denis Koezin      | Kazachstan | 116,476 | 38,45 (4) | 7.29,96 (8) | 1.57,09 (5) | tzt          |

### Afstanden
| Afstand | Goud          | Zilver        | Brons             |
| ------- | ------------- | ------------- | ----------------- |
| 2×500m  | Mo Tae-bum    | Lee Jong-woo  | Masaaki Kobayashi |
| 1000m   | Shingo Doi    | Mo Tae-bum    | Masaaki Kobayashi |
| 1500m   | Lee Jong-woo  | Mo Tae-bum    | Choi Kwun-won     |
| 5000m   | Choi Kwun-won | Hiroki Hirako | Dmitri Babenko    |
| 10.000m | Hiroki Hirako | Choi Kwun-won | Dmitri Babenko    |

## Vrouwentoernooi

### Allround
Er namen acht vrouwen aan deze editie deel. Vier uit Japan en twee uit Kazachstan en Zuid-Korea. China vaardigde deze editie geen deelneemsters af. De Japanse Masako Hozumi werd de winnares van dit Continentaal Kampioenschap. De vier WK startplaatsen, werden door Masako Hozumi, Maki Tabata, Eriko Ishino (5e) en Lee Ju-youn (6e) ingevuld.
| Rang   | Schaatsster       | Land       | Punten  | 500m      | 3000m       | 1500m       | 5000m       |
| ------ | ----------------- | ---------- | ------- | --------- | ----------- | ----------- | ----------- |
| Goud   | Masako Hozumi     | Japan      | 171,609 | 42,71 (3) | 4.17,75 (1) | 2.04,96 (1) | 7.22,88 (1) |
| Zilver | Maki Tabata       | Japan      | 175,621 | 41,97 (2) | 4.29,10 (4) | 2.06,67 (2) | 7.45,78 (5) |
| Brons  | Yuri Obara        | Japan      | 175,867 | 41,28 (1) | 4.31,98 (5) | 2.08,11 (3) | 7.45,54 (4) |
| 4      | Park Do-yeong     | Zuid-Korea | 176,704 | 42,78 (4) | 4.26,22 (2) | 2.10,26 (5) | 7.41,34 (3) |
| 5      | Eriko Ishino      | Japan      | 177,224 | 42,90 (6) | 4.27,34 (3) | 2.11,42 (6) | 7.39,62 (2) |
| 6      | Lee Ju-youn       | Zuid-Korea | 179,288 | 42,84 (5) | 4.35,09 (6) | 2.10,22 (4) | 7.51,94 (6) |
| 7      | Jelena Obaturova  | Kazachstan | 191,305 | 46,24 (8) | 4.48,07 (7) | 2.19,20 (8) | 7.26,54 (7) |
| NC8    | Jelena Urvantseva | Kazachstan | 140,105 | 45,01 (7) | 4.54,87 (8) | 2.17,85 (7) | tzt         |

### Afstanden
| Afstand | Goud          | Zilver        | Brons         |
| ------- | ------------- | ------------- | ------------- |
| 2×500m  | Oh Min-jee    | Maki Tsuji    | Chiaki Kosaka |
| 1000m   | Maki Tsuji    | Oh Min-jee    | Risa Hori     |
| 1500m   | Masako Hozumi | Maki Tabata   | Hiromi Otsu   |
| 3000m   | Masako Hozumi | Park Do-yeong | Hiromi Otsu   |
| 5000m   | Masako Hozumi | Eriko Ishino  | Park Do-yeong |

1994 Sapporo · 
1995 Ulaanbaatar · 
1997 Obihiro · 
1998 Obihiro · 
2000 Ulaanbaatar · 
2001 Harbin · 
2004 Chuncheon · 
2005 Ikaho · 
2007 Changchun · 
2008 Shenyang · 
2009 Tomakomai · 
2010 Obihiro · 
2011 Harbin · 
2012 Astana · 
2013 Changchun · 
2014 Tomakomai · 
2015 Changchun